# Anthophora spinitarsis
Anthophora spinitarsis là một loài Hymenoptera trong họ Apidae. Loài này được Wu mô tả khoa học năm 1982.